# Rayle
Rayle è un comune degli Stati Uniti d'America, situato nello Stato della Georgia, nella contea di Wilkes.